# Selaginella kivuensis
Selaginella kivuensis là một loài dương xỉ trong họ Selaginellaceae. Loài này được Bizzarri mô tả khoa học đầu tiên năm 1983.
Danh pháp khoa học của loài này chưa được làm sáng tỏ. 